# فرانسيسكو بيجا
فرانسيسكو بيجا (بالإيطالية: Francesco Bega)‏ هو لاعب كرة قدم إيطالي في مركز الدفاع، ولد في 26 أكتوبر 1974 في ميلانو في إيطاليا. لعب مع فيورنتينا وكوسينزا كالشيو ونادي بريشيا ونادي تريستينا ونادي جنوى ونادي كالياري ونادي كومو ونادي لوغانو ونادي مونزا.

## وصلات خارجية
- فرانسيسكو بيجا على موقع قاعدة بيانات كرة القدم.إي يو (الإنجليزية)
- فرانسيسكو بيجا على موقع Soccerway.com (الإنجليزية)
- فرانسيسكو بيجا على موقع عالم كرة القدم.نت (الإنجليزية)